# Terminologia de l'Scrabble
Els jugadors de Scrabble fan servir una terminologia una mica especial per definir diversos conceptes propis del joc.
| Índex A B C D E F G H I J K L M N O P Q R S T U V W X Y Z |

## A
- Acabar: finalitzar la partida pel fet de gastar un jugador totes les fitxes del faristol propi quan ja no en queden al sac.
- Agafar: prendre fitxes del sac.
- Amazona: nònuple sense escrable i amb lletra cara; en honor del rècord persistent obtingut amb aquesta paraula.
- Anotació: procediment per aixecar acta del desenvolupament d'una partida.
- Anotació abreviada: anotació en què només consten els punts obtinguts i acumulats per cada jugador.
- Anotació estàndard: anotació en què es fa constar cada mà amb la jugada o el zero, les coordenades de la jugada, si n'hi ha, els punts obtinguts en aquella mà amb la jugada i el total acumulat.
- Anotació integral: anotació que, a més de la informació continguda a la modalitat estàndard, fa constar també el faristol de cada jugador (ergo, o bé la partida és anotada per un observador que no juga en un formulari únic o bé cada jugador disposa d'un formulari parcial que després s'ajunten).
- Arreglar el faristol: fer una quedada.
- Arrissada: el fet d'arrissar; el benefici en punts obtingut aitalment.
- Arrissar: acabar amb escrable; en honor de la primera ocasió notòria d'aquesta jugada en català, obtinguda amb ARRISSA.

## B
- Benjamí: jugada que allarga un mot prefixant-hi el nombre suficient de fitxes per cobrar un doble o un triple de paraula.
- Bicentenària: jugada en què es cobren més de 199 punts.
- Bingo: forma alternativa de designar l'escrable.
- Bonificació: el fet de cobrar més punts que els de fitxes usades; pot ser per escrable, per casella o per arrissada.
- Bonus: forma alternativa de designar l'escrable, emprada sobretot al Regne Unit.
- Bossa: vegeu sac.

## C
- Casella: cadascuna de les 225 cel·les del tauler; n'hi ha algunes que tenen un efecte especial:
  - Blau celest: duplica el valor de la fitxa (L2)
  - Blau fosc: triplica el valor de la fitxa (L3)
  - Rosa: duplica el valor de la paraula (P2)
  - Vermell: triplica el valor de la paraula (P3)

- Canviar: passar per tenir el dret de substituir algunes de les fitxes del faristol per d'altres del sac.
- Centenària: jugada en què es cobren més de 99 punts.
- Cobrar: obtenir punts.
- Comas: el fet de cobrar una fitxa cara en casella triple de lletra (L3) o de paraula (P3) tant en sentit vertical com horitzontal, (en honor del responsable de la versió catalana del joc i pedagog d'aquesta jugada); per relaxació, s'aplica també a L2 i P2. Fraseologia: fer un comas; fer una centenària amb comas. Agafa el cognom d'Oriol Comas i Coma.
- Coordenades: lletra i número (si el mot se situa en vertical) o número i lletra (si se situa horitzontalment) que designen la casella corresponent a la primera fitxa d'una jugada.
- CUSCA: mètode de competició en lliga, per a partides de 3 a 4 jugadors, basat en un coeficient amitjanat.

## D
- Diccionari arbitral: aquell que serveix per dilucidar la validesa d'una jugada, habitualment és el DOSC.
- Dígraf: fitxa que té més d'una lletra (la NY i la L·L); els jugadors experts solen acordar d'usar la Q com a dígraf (o sigui, com si fos QU) per tal com és l'única manera natural d'escriure la Q en català.
- Doble: casella amb bonificació doble; per extensió, la jugada que es beneficia d'aquesta bonificació:
  - L2 o doble de lletra
  - P2 o doble de paraula
- Duplicada: partida en què tots els jugadors competeixen amb les mateixes fitxes seguint les jugades d'un director de joc però puntuant segons llurs pròpies propostes.

## E
- Enfaristolar-se: enutjar-se per un faristol advers.
- Envà / paret / mur [de maons]: jugada en què el mot nou se situa al llarg d'un altre mot provocant diversos mots nous perpendiculars al mot situat.
- Escarràs (comodí / jòquer): fitxa sense lletra que pot valdre per qualsevol de les altres; en el joc convencional no suma cap punt.
- Escrablar: usar les set fitxers pròpies en una jugada; sin. fer scrabble. Fraseologia: escrablar en doble, triple, quàdruple, nònuple; escrablar remultiplicant (cobrant diverses vegades una lletra cara).
- Escrable: forma catalanitzada de Scrabble.
- Escrablístic, -a: pertanyent o relatiu a l'escrable.

## F
- Fitxa (lletra) cara: qualsevol de les que valen 10 punts (X, NY, L·L, Ç) o 8 (J, QU, H, Z).
- Faristol: peça amb dos plans en angle recte, de base inclinada, on descansen les fitxes d'un jugador. Per extensió, el conjunt de fitxes de què hom disposa en una mà. Fraseologia: Tenir un bon, mal faristol; Quina m... de faristol!; Faristol propici, advers, impossible...

## H
- Hat trick: vegeu tríada i tétrada.

## I
- Impugnar: sol·licitar la dilucidació de la validesa d'una jugada.
- Impugnadora: col·loquialment, el diccionari arbitral

## M
- Mà: ocasió de jugar, tant si es fa jugada com si es passa
- Mur [de maons]: vegeu envà

## N
- Nònuple: jugada, generalment però no obligadament escrable, en què es cobren dos P3

## O
- Obrir: situar al tauler una jugada que incrementa les possibilitats dels qui juguen a continuació de poder situar la seva.

## P
- Paret [de maons]: vegeu envà.
- Partida: sèrie de mans que formen un joc complet.
- Partida de 2, 3, 4: partida integrada pel nombre de jugadors respectiu.
- Passar: renunciar a fer jugada en la pròpia mà.
- Pedra: vegeu fitxa cara.

## Q
- Quadricentenària: jugada en què es cobren més de 399 punts (v.g. escrablant en nònuple amb FIL·LOXERA a 1H; el Nirvana de qualsevol escrablista).
- Quàdruple: jugada, generalment però no obligadament escrable, en què es cobren dos P2
- Quatreta: tètrada
- Quedada: jugada en què s'usen només una part de les fitxes del faristol tenint com a objectiu no tant el que es cobri com, principalment, conservar fitxes susceptibles de provocar un faristol més propici en la mà següent

## R
- Remultiplicar: cobrar ensems bonificació de lletra i de paraula; les modalitats més freqüents són:
  - R4 L2*P2
  - R6 L2*P3 o bé L3*P2
  - R8 comas sobre L2 amb P3
  - R9 comas sobre L3 amb P2
  - Encara no hi ha constància de les següents:
    - R18 nònuple amb lletra cara en L2
    - R20 nònuple amb lletra cara en L2 fent comas

## S
- sac o bossa: el recipient de roba que conté les fitxes encara no atribuïdes ni jugades.
- Scrabble (bonus, bingo, escrable):
  - nom del joc.
  - jugada en què es gasten les set fitxes del faristol i que té una bonificació de 50 punts.
- Senyors: variació del joc que solen practicar el jugadors més experts (previ acord), consistent a permetre el canvi de la totalitat del faristol quan aquest està integrat només per vocals o només per consonants (sense cap escarràs); rep la seva denominació del costum, establert en una època en què les competidores femenines eren extremament escasses, de dir Senyors! en el moment de mostrar als competidors la composició del faristol. Fraseologia: fer un senyors; buscar un senyors (gastar l'única vocal o consonant amb l'esperança de provocar un senyors).
- Solitari: partida d'un sol jugador; pot tractar-se d'una competició participada per múltiples jugadors que reben els mateixos tiratges de lletres o que intenen millorar una partida ja jugada

## T
- Tancar: situar al tauler una jugada que redueix les possibilitats dels qui juguen a continuació de poder situar la seva.
- Tauler: superfície de joc, subdividida en 225 unitats repartides en 15 files i 15 columnes, anomenades caselles; les files s'identifiquen amb un número i les columnes amb una lletra. Fraseologia: tauler tancat (on resulta difícil col·locar una jugada); tauler obert (que permet jugar fàcilment).
- Tètrada: cobrar el mateix jugador quatre escrables en una partida
- Tríada (hat trick): cobrar el mateix jugador tres escrables en una partida; per extensió, cobrar-ne tres o més.
- Tricentenària: jugada en què es cobren més de 299 punts (encara no s'ha produït mai en competició homologada).
- Trio: vegeu tríada.
- Triple: casella amb bonificació triple; per extensió, la jugada que es beneficia d'aquesta bonificació.
  - L3 o triple de lletra.
  - P3 o triple de paraula.

## Z
- Zero: jugada nul·la; per extensió, tota ocasió en què no es cobra (v.g., per canvi de fitxes). Fraseologia: fer un zero.